# Powiat Siemiatycki
Der Powiat Siemiatycki ist ein Powiat (Kreis) in der polnischen Woiwodschaft Podlachien. Der Powiat hat eine Fläche von 1459,58 km², auf der 46.263 Einwohner leben. Die Bevölkerungsdichte beträgt etwa 32 Einwohner auf 1 km² (2015).

## Gemeinden
Der Powiat umfasst neun Gemeinden, davon eine Stadtgemeinde, eine Stadt-und-Land-Gemeinde und sieben Landgemeinden.

### Stadtgemeinde
- Siemiatycze

### Stadt-und-Land-Gemeinde
- Drohiczyn

### Landgemeinde
- Dziadkowice
- Grodzisk
- Mielnik
- Milejczyce
- Nurzec-Stacja
- Perlejewo
- Siemiatycze